# Шолья (река)
Шо́лья — река в России, протекает в Республике Удмуртия и в Пермском крае. Левый приток Камы.

## География
Река Шолья берёт начало у посёлка Марковский Чайковского района Пермского края. Течёт на юг через леса. Впадает в Каму у села Шолья Камбарского района Удмуртии. Устье реки находится в 259 км по левому берегу реки Камы. Длина реки составляет 38 км, площадь водосборного бассейна 352 км². Ширина русла в низовье составляет 8 — 10 м. Скорость течения 0,5 м/с. Средний уклон реки составляет 2,7 м/км.

### Притоки (км от устья)
- 0,5 км: река Армязь (пр)
- 4,1 км: ручей Мельничный (лв)
- Ведречинка (пр)

## Данные водного реестра
По данным государственного водного реестра России относится к Камскому бассейновому округу, водохозяйственный участок реки — Кама от Воткинского г/у до Нижнекамского г/у без рек Буй (от истока до Кармановского г/у), Иж, Ик и Белая; речной подбассейн реки — бассейны притоков Камы до впадения Белой. Речной бассейн реки — Кама.